# Salut c'est cool
Salut c'est cool est un groupe de musique électronique humoristique français, originaire de Paris. Souvent associé au mauvais goût, au kitsch et au ridicule, le groupe précise pourtant ne pas les revendiquer,. Obsédé de la dérision, il pratique un genre électro-punk avec un côté poétique et volontairement désordonné qu'il qualifie de « techno variété / Cyber troubadour » dans la lignée de Sexy Sushi,.
Ses prestations live sont très demandées tant en France, qu'en Belgique, ils ont également joué au Canada, en Allemagne, en Italie, en Suisse, en Chine et en Slovaquie.
Le groupe est composé de Louis Donnot et Vadim Pigounides. 
Martin Gugger et James Darle ont quitté le groupe en 2021. Romain Pinsard était le cinquième membre jusqu'à l'été 2013. Ce groupe est à l'origine de la vidéo Allez Viens.

## Biographie
En 2014, il est classé parmi les 10 groupes les plus programmés durant les festivals d'été ; il gagne le prix ADAMI et passe le cap des 100 prestations à son actif.
En avril 2015, le groupe annonce sur sa page Facebook sa signature sur le label Barclay. En 2015, ses clips Techno toujours pareil et Je suis en train de rêver sont classés no 1 et no 2 du Top Clips des Cahiers du Cinéma. En juin 2019, leur septième album sort en collaboration avec le musicien Jacques, sous le label Pain Surprises.
En juin 2021, à la suite d'une accusation de viol envers James Darle, il est annoncé via un post Facebook sur le compte officiel du groupe que celui-ci a été contraint de quitter la formation. Martin Gugger a lui décidé de partir de son plein gré, considérant que le groupe n’est plus à même de défendre ses valeurs.
Le 2 octobre 2022, 6 semaines après un sondage auprès de leurs abonnés sur Instagram, le groupe annonce changer de nom pour devenir Dimension Bonus.

## Discographie
De 2011 à 2015, un nouvel album paraît chaque Noël :

## Expositions
- Audioguides, Le Pavillon, Pantin, 2018
- Dinette, le 22,48 m2, Paris, 2018[17]
- Jeune Création, Galerie Thaddaeus Ropac, Paris, 2017[18],[19]
- Salut c'est cool, Les Moyens du Bord, Morlaix, 2016[20]
- Exposition, Huit, Paris, 2015
- Les Drapeaux, Maison des Arts de Malakoff, Paris, 2015